# バナナ味牛乳
バナナ味牛乳 (韓国語: 바나나맛 우유) とは、ピングレ社によって製造されている韓国の乳飲料である。
バナナ牛乳、あるいは朝鮮語からバナナウユと呼称されることもある。

## 名称
朝鮮語での正式な商品名は「バナナ味牛乳」の意である「バナナマッ・ウユ」（바나나맛 우유）だが、「バナナ・ウユ」（바나나 우유）とよく呼称されている。

## 風味

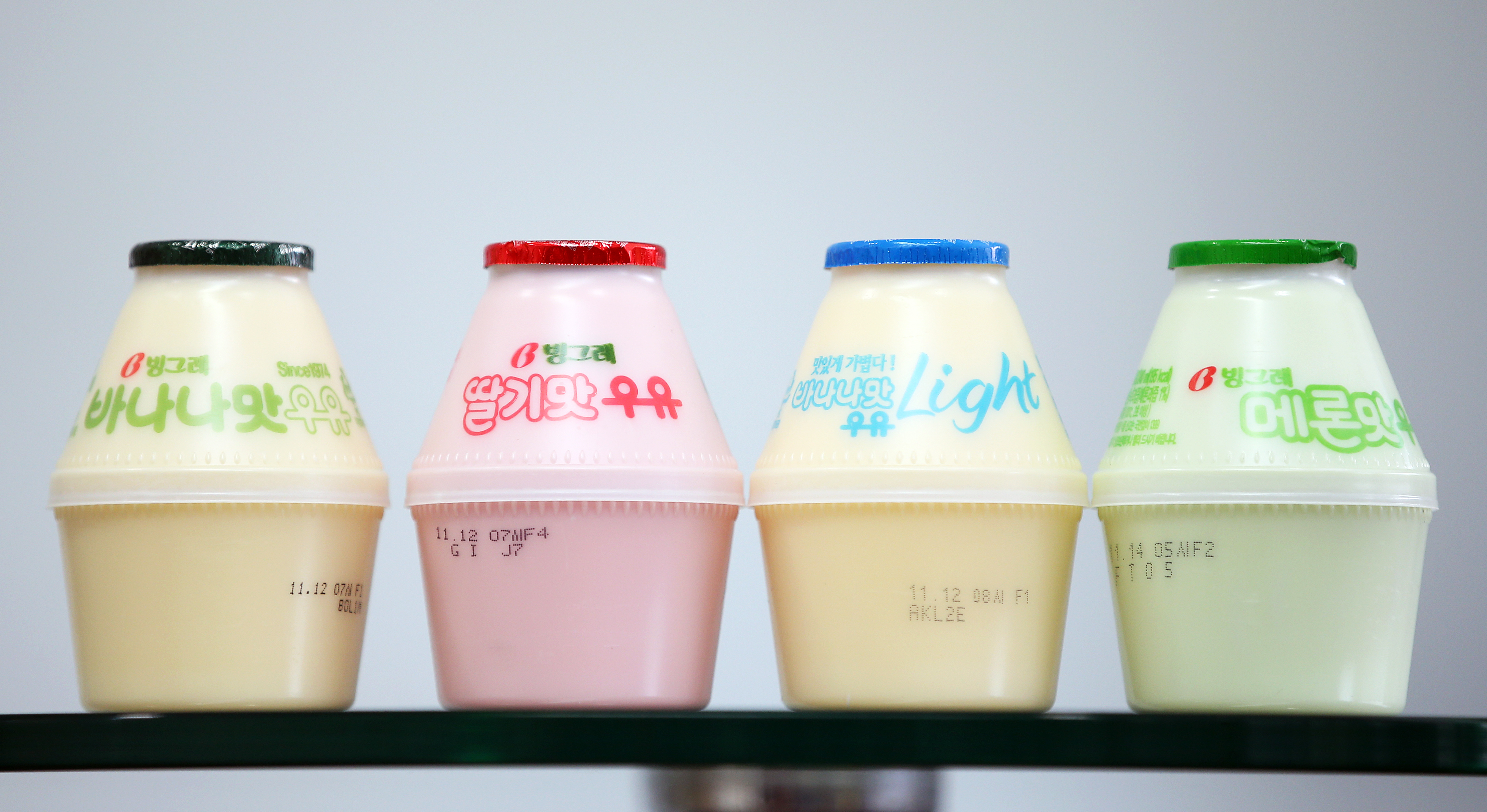
バラエティ豊富なフレーバー（バナナ、イチゴ、バナナライト、メロン）

成分のうち80％が牛乳であり、ほのかにバナナの風味がする。
他に、定番商品としてイチゴ、メロン、バナナライト、及びコーヒーの各風味がある。ライチ、桃、みかん、 桑の実、及びカボチャ・サツマイモ風味は、現在季節限定商品である。

## 歴史
1974年以来、韓国では1日当たり80万本のバナナ風牛乳が販売されており、2010年時点では韓国全土で約53億本が販売されている。ピングレ社によると、2014年単年で1500億ウォン相当が売れた。
容器の意匠は、伝統的な朝鮮半島の甕から着想を得たものであると言われている。 同社によると、1970年代に主流だったガラス瓶やプラスチック容器との差別化を図るため、当初はポリスチレン製ボトルを採用した。ボトルには、飲む人の顔に牛乳が垂れないようにするため、せり出したつばがついている。
バナナ味牛乳がバナナ味を有するに至った背景には、時の朴正煕政権が国民に対し、牛乳の摂取量を増やすことを奨励したことがある。政府の方針とは裏腹に、当時の韓国人にとって牛乳の風味は馴染みが薄く、しばしば敬遠された。また、ピングレ社が当該商品を発売した当時、バナナは高価であり贅沢品と見做されていた。これらのことからピングレ社は、バナナの風味をつけた牛乳を発売することで、消費者はバナナの味を求めて同社商品を購入するようになると考えたのである。

## 韓国国外での販売
バナナ味牛乳は、アメリカに輸出されたのを皮切りに、中国本土や香港、台湾、カナダ、ニュージーランド、タイ、マレーシア、ベトナム、カンボジアなどの国々で販売されている。中国においては2008年に発売が開始され、2010年には7億ウォンだった売上が2013年には150億ウォンまで増大した。タイにおいては、2017年5月31日から2017年6月4日まで開催されたバンコクフードフェアの韓国パビリオンでバナナ味牛乳が出品され、当該商品を求めて多数の消費者が訪れた。